# Ергеванк
Ергеванк (арм. Երգեվանք) — средневековая крепость в Тавушской области Армении. Находится на высокой горе, на левом берегу притока Тавуша, реки Ахнджи, к западу от села Айгедзор.

## История
Крепость относится к X—XIII векам. 
Этнограф, археолог, епископ Макар Бархударянц в конце XIX века:
...Всё ещё сохранились остатки крепостных стен. Хотя крепость окружают высокие утёсы, глубокие, поросшие густым кустарником узкие ущелья и расселины, место это не столь неприступно. Воду в крепость носили сосудами из источника в ущелье с западной стороны. В ущёлье этом, где растут огромные ореховые деревья, находятся развалины древнего села с кладбищем.«Арцах»
Крепость упоминает Киракос Гандзакеци:
...В монастыре, им же самим возведенном, который называют Хоранашатом (так как там много церквей, откуда и пошло название его (Хоранашат (арм.) — «множество хоранов», т. е. сводов, алтарей)), что находится против крепости Ергеванк, позади Гардмана, возвел он великолепные строения...Киракос Гандзакеци